# Большая Ефремова
Большая Ефремова — деревня в Талицком городском округе Свердловской области России.
В 30-х годах после коллективизации, на территориях Шевелевского и Завьяловского советов было организовано 10 колхозов — по количеству деревень.
В Б. Ефремовой был создан колхоз «Передовик», состоящий из трех бригад. Первым председателем колхоза был избран Малышкин Савелий Кузьмич.

## Географическое положение
Деревня Большая Ефремова находится на расстоянии 21 километра (по дорогам в 28 километрах) к северо-западу от города Талицы, на правом берегу реки Юрмыч — левого притока реки Пышмы).
На противоположном берегу Юрмыча, немного выше по течению, расположена деревня Малая Ефремова.

## Население
| 2002 | 2010 |
| ---- | ---- |
| 90   | ↘0   |